# 白井悠介・寺島惇太 BOYS BAR ［S］
白井 悠介・寺島 惇太 BOYS BAR [S]（しらいゆうすけ てらしまじゅんた ぼーいずばー えす）は、2017年7月2日（7月1日深夜）から2024年3月31日(3月30日深夜)まで放送されていた声優の白井悠介、寺島惇太がパーソナリティを務めるラジオ番組（アニラジ）である。

## 番組について
声優である白井悠介と寺島惇太がSAKAEのとある場所にオープンした執事カフェBOYS BAR [S]の店員として、リスナーの心を癒すためにお届けする、という形で送る番組。

番組に送られたメッセージを紹介する際はリスナーのことを「お嬢様」、または「お坊ちゃま」と呼び、時には常連客（ディレクター）や入居するビルの管理人（構成作家）も交え放送されている。

### 番組開始の経緯
白井悠介がCBCラジオから番組開始の提案を受けた際に、後輩あるいは年下で一緒に番組をやりたい人物を聞かれ、候補の一人に寺島惇太の名前を挙げた。

### 放送時間
2021年4月1日現在
- 放送地域：中京広域圏
- 放送局：CBCラジオ（CBC）
- 放送時間：日曜日 0:00 - 0:30（土曜日深夜、JST）
- 備考：CBCドラゴンズナイター（野球中継）の延長時に放送休止となる場合もある。2017年7月23日放送予定分は中継延長の影響で、番組開始以来初の休止となり、その後も2017年10月29日放送予定分、2017年11月5日放送予定分、2023年7月15日放送予定分も中継延長の影響で休止となった。なお2023年7月15日放送予定分は翌週7月22日に放送された。

### パーソナリティ
- 白井悠介
- 寺島惇太

### スタッフ
- プロデューサー：長谷川達也
- ディレクター：矢島優
- 構成作家：坂本尚文

### その他
- 2020年10月4日（10月3日深夜）放送の第168回と、10月11日（10月10日深夜）放送の第169回はパーソナリティの白井悠介が新型コロナウイルス感染症（COVID-19）に罹患した[5]ことを受け、寺島惇太ひとりでの放送となった。また、10月18日（10月19日深夜）放送の第170回と、10月25日（10月26日深夜）放送の第171回も白井悠介は出演せず、声優の酒井広大が出演した。
- 2021年9月5日（9月4日深夜）放送の第216回と、9月12日（9月11日深夜）放送の第217回はパーソナリティの白井悠介が体調不良のため出演せず、代打パーソナリティとして酒井広大が出演した。
- 2024年3月3日(3月2日深夜)の放送で2024年3月31日(3月30日深夜)をもって放送終了する事が発表された。
- 2025年3月22日(3月21日深夜)の放送にて、一日限りの復活放送が行われた。その際、一日復活店のイベント開催が発表された。

## 番組構成

### オープニングミニドラマ
執事カフェ「BOYS BAR [S]」を舞台にした白井悠介と寺島惇太によるミニドラマ。ゲストが出演する際はゲストもミニドラマに参加する。
ミニドラマ後、「SAKAEにオープンした執事カフェ[S]。自由奔放な店長はロクに仕事もせず、このままでは夜逃げするしかない！そんな現状を立て直すべく、店員である白井悠介、寺島惇太の2人が今、立ち上がる！」と言い、タイトルコールが入る。

### バックヤードトーク（フリートーク）、お便り紹介
バックヤードトークという名のフリートーク、並びにリスナーからのお便りを紹介。

### パーソナリティー、ゲストによる選曲
パーソナリティーが1曲選び、その曲が流される。その後、選曲の理由が語られる。ゲストが出演する際はゲストが選曲する。

オンエアされた曲は#オンエア曲を参照。

### コーナー
- お入り（帰り）ください、お嬢様 [#2 - ]
  - 執事たちがお嬢様（お坊ちゃま）の懺悔を聞き、許せる懺悔なら「お入りください」と迎える。しかし、許せないと思ったら「お帰りください」と門前払いするコーナー。一定期間ごとに「お帰りくださいMVP」を決める。
- しつじちゃれんじ [#4・#9・#11・#41・#54・#92・#93・#129]
  - より執事としてレベルアップしていくために番組、もしくはお嬢様（お坊ちゃま）から出された課題に挑んでいくコーナー。
- [S] 商品開発部 [#5・#16・#18・#34・#36・#38・#40・#47]
  - スポンサーを絶賛募集中の執事カフェ[S]、ランニングコストは常にかかりどんどん赤字が蓄積していく。番組グッズを開発し、自分たちで走っていくための企画。
- [S]の試練 [#59・#61・#63・#65・#67・#71・#73・#79・#89・#91]
  - 執事たちのトーク力向上を目指す真面目なコーナー。形容詞と名詞が入った2つのボックスから1枚ずつ紙を引き、できあがった単語についてのトークをする。語り終わったら自己申告で「以上が○○についてのお話です」としめる。
- 寺島惇太・白井悠介が普段、言わなそうなセリフ [#77・#81・#85]
- 妄想執事 [#143・#145・#151・#161]
  - 「もしも○○になったら」の「○○」をお嬢様（お坊ちゃま）から募集し、トークをするコーナー。

#### 過去のコーナー
- [S] ADULT Side [#6 - #57]
  - お嬢様に精一杯背伸びをしていただき、セクシーなオリジナルカクテルの名前を投稿してもらうコーナー。
- 10万円分のプレゼント!! [#110 - #117]
  - 白井悠介と番組ディレクターによるダイエット対決企画から発生したリスナーへのプレゼントコーナー。第98回（2019年6月2日放送）収録日から第108回（2019年8月11日放送）収録日にかけて、当初の体重から何割痩せたかを勝負し、番組ディレクターが勝利したため白井悠介が自腹を切った。
- 今更ながら執事・悠介に聞きたいこと（白井悠介に100の質問）[#121・#123・#125・#126・#128・#133]
  - フリートークで話せる話題が出てこない白井悠介宛にリスナーから質問を募集するコーナー。
- 年賀状企画 [#126・#127・#131・#132]
  - 2019年に起こった大事件をお嬢様（お坊ちゃま）から募集し、紹介させれたお嬢様（お坊ちゃま）には執事たちによるメッセージが入った年賀状をお送る企画。

### エンディング
各コーナーへのお便り、宛先告知とフリートーク。

### エンディングミニドラマ
オープニングミニドラマの続きが流れる。

## ゲスト
- 第48回（2018年6月17日放送） 
  - 榎木淳弥

## イベント
- 2018年7月22日[6]
  - イベント名 - BOYS BAR [S] 公開録音イベント
  - 会場 - CBCホール（愛知県名古屋市）
  - ゲスト - 榎木淳弥
  - 備考 - 昼の部の模様が第54回（2018年7月29日放送）、夜の部の模様が第55回（2018年8月5日放送）で放送された。
- 2019年4月14日[7]
  - イベント名 - BOYS BAR [S] 公開録音 アイプラザ豊橋出張店
  - 会場 - アイプラザ豊橋（愛知県豊橋市）
  - ゲスト - なし
  - 備考 - 昼の部の模様が第92回（2019年4月21日放送）、夜の部の模様が第93回（2019年4月28日放送）で放送された。
- 2019年12月22日
  - イベント名 - BOYS BAR [S] 公開録音 名古屋市公会堂出張店
  - 会場 - 名古屋市公会堂（愛知県名古屋市）
  - ゲスト - なし
  - 備考 - 昼の部の模様が第129回（2019年12月29日放送）、夜の部の模様が第130回（2020年1月5日放送）で放送された。
- 2021年7月25日
  - イベント名 - BOYS BAR [S] 公開録音 バロー文化ホール出張店
  - 会場 - バロー文化ホール(岐阜県多治見市十九田町2-8)
  - ゲスト - なし
  - 備考 - 昼の部の模様が第212回（2021年8月8日放送）、夜の部の模様が第213回（2021年8月15日放送）で放送された。
- 2022年1月16日
  - イベント名 - BOYS BAR [S] 公開録音 刈谷市アイリス出張店
  - 会場 - 刈谷市アイリス大ホール(愛知県刈谷市若松町2-104)
  - ゲスト - 山中真尋
  - 備考 - 昼の部の模様が第236回（2022年1月22日放送）、夜の部の模様が第237回（2022年1月29日放送）で放送された。
  - パーソナリティの寺島惇太が新型コロナウイルス感染症（COVID-19）に罹患した[8]ため、参加が見送られた。
- 2022年5月1日
  - イベント名 - BOYS BAR [S] アイプラザ豊橋再出張店
  - 会場 - アイプラザ豊橋（愛知県豊橋市）
  - ゲスト - 山田ルイ53世(髭男爵)
- 2022年11月13日
  - イベント名 - BOYS BAR [S] CBCホール再出張店
  - 会場 - CBCホール（愛知県名古屋市）
  - ゲスト - なし
- 2023年5月28日
  - イベント名 - BOYS BAR [S] CBCホール再々出張店
  - 会場 - CBCホール（愛知県名古屋市）
  - ゲスト - なし
- 2023年12月17日
  - イベント名 - BOYS BAR [S] CBCホール再々々出張店
  - 会場 - CBCホール（愛知県名古屋市）
  - ゲスト - なし
- 2025年4月27日
  - イベント名 - BOYS BAR [S] CBCホール一日復活店
  - 会場 - CBCホール（愛知県名古屋市）
  - ゲスト - なし

## 動画配信
- 2020年4月26日
  - 配信タイトル名 - BOYS BAR[S] 臨時出張所
  - 配信媒体 - ニコニコ生放送
  - ゲスト - なし
  - 備考 - 番組が始まって以来初めてのライブストリーミング配信。本来は同日に犬山市民文化会館大ホール（愛知県犬山市）にてイベント「BOYS BAR [S] 公開録音 犬山市民文化会館出張店」を開催する予定だったが[9]、2019年に発生が確認されたウイルス・SARSコロナウイルス2（SARS-CoV-2）の感染拡大防止の観点から、犬山市民文化会館などを含む犬山市の公共施設が臨時閉館となったため[10]、イベントは中止となった。
- 2020年11月15日
  - 配信タイトル名 - BOYS BAR[S] 臨時出張所2020秋
  - 配信媒体 - ZAIKO[注 1]
  - ゲスト - なし

## オンエア曲
パーソナリティーである白井悠介、寺島惇太が選曲している。選曲者については各注釈を参照。放送終了後、番組公式ブログにオンエアされた曲名が掲載される。

### 2017年
| 回 | 放送日   | 曲名                         | 歌手                                       |
| -- | -------- | ---------------------------- | ------------------------------------------ |
| 1  | 7月2日   | SHINE                        | Base Ball Bear                             |
| 2  | 7月9日   | ハイブリッド レインボウ      | the pillows                                |
| 3  | 7月16日  | Sakura Message               | IDOLiSH7                                   |
| 4  | 7月30日  | エクレア                     | 岡崎体育                                   |
| 5  | 8月6日   | ツキアカリ                   | Rie fu                                     |
| 6  | 8月13日  | 染まるよ                     | チャットモンチー                           |
| 7  | 8月20日  | Just Breathe                 | Kylee                                      |
| 8  | 8月27日  | タダイマ                     | Do As Infinity                             |
| 9  | 9月3日   | 月光                         | 斉藤和義                                   |
| 10 | 9月10日  | ドラマチック生命体           | tacica                                     |
| 11 | 9月17日  | COZMIC TRAVEL                | SOUL'd OUT                                 |
| 12 | 9月24日  | ナモナキヒト                 | amazarashi                                 |
| 13 | 10月1日  | 少年ハート                   | HOME MADE 家族                             |
| 14 | 10月8日  | 伝言                         | 藍坊主                                     |
| 15 | 10月15日 | A HUNDRED SUNS               | BOOM BOOM SATELLITES                       |
| 16 | 10月22日 | 君はロックを聴かない         | あいみょん                                 |
| 17 | 11月12日 | ワンダーランド･ア･ゴーゴー!! | アリス&帽子屋                              |
| 18 | 11月19日 | 人として                     | SUPER BEAVER                               |
| 19 | 11月26日 | ツバサ                       | アンダーグラフ                             |
| 20 | 12月3日  | 銀河鉄道の夜                 | GOING STEADY                               |
| 21 | 12月10日 | 愛はおしゃれじゃない         | 岡村靖幸 w 小出祐介                        |
| 22 | 12月17日 | 午前五時の汽車に乗り         | ムラマサ☆                                  |
| 23 | 12月24日 | drops                        | 飴村乱数（白井悠介）                       |
| 24 | 12月31日 | CRAZY GONNA CRAZY            | 一条シン（寺島惇太）、如月ルヰ（蒼井翔太） |

### 2018年
| 回 | 放送日   | 曲名                                                                     | 歌手                                                             |
| -- | -------- | ------------------------------------------------------------------------ | ---------------------------------------------------------------- |
| 25 | 1月7日   | 冬の太陽                                                                 | ストレイテナー                                                   |
| 26 | 1月14日  | 君とゲレンデ                                                             | SHISHAMO                                                         |
| 27 | 1月21日  | シンメトリア                                                             | メレンゲ                                                         |
| 28 | 1月28日  | たばこ                                                                   | コレサワ                                                         |
| 29 | 2月4日   | SNOW KISS                                                                | NIRGILIS                                                         |
| 30 | 2月11日  | 哀愁交差点                                                               | ジャパハリネット                                                 |
| 31 | 2月18日  | 絶対無敵☆Fallin'LOVE☆                                                    | 地球防衛部                                                       |
| 32 | 2月25日  | 国道二号線                                                               | ガガガSP                                                         |
| 33 | 3月4日   | 青い月とアンビバレンスな愛                                               | moumoon                                                          |
| 34 | 3月11日  | 旅立ち                                                                   | GReeeeN                                                          |
| 35 | 3月18日  | 桜のあと(all quartets lead to the?)                                      | UNISON SQUARE GARDEN                                             |
| 36 | 3月25日  | ひみつ                                                                   | YUKI                                                             |
| 37 | 4月1日   | Bye Bye My Love (U are the one)                                          | サザンオールスターズ                                             |
| 38 | 4月8日   | 神様お願い抑えきれない衝動がい つまでも抑えきれないままであり ますように | 日食なつこ                                                       |
| 39 | 4月15日  | ループ&ループ                                                            | ASIAN KUNG-FU GENERATION                                         |
| 40 | 4月22日  | 二十九、三十                                                             | クリープハイプ                                                   |
| 41 | 4月29日  | Reason!!                                                                 | 315 STARS（DRAMATIC STARS、Beit、S.E.M、High×Joker、W、Jupiter） |
| 42 | 5月6日   | ぼくが死んでしまっても                                                   | 清竜人                                                           |
| 43 | 5月13日  | ウィニング・ラン! -風になりたい-                                         | 山形ユキオ                                                       |
| 44 | 5月20日  | Supernova                                                                | ELLEGARDEN                                                       |
| 45 | 5月27日  | 突撃ラブハート                                                           | FIRE BOMBER                                                      |
| 46 | 6月3日   | last dance                                                               | Aqua Timez                                                       |
| 47 | 6月10日  | バーニング・ラヴ                                                         | いけたけし                                                       |
| 48 | 6月17日  | POISON 〜言いたい事も言えない こんな世の中は〜                           | 反町隆史                                                         |
| 49 | 6月24日  | グレゴリオ feat. ちびた                                                  | 古川本舗                                                         |
| 50 | 7月1日   | ナナツイロ REARiZE                                                       | IDOLiSH7                                                         |
| 51 | 7月8日   | 拝啓、少年よ                                                             | Hump Back                                                        |
| 52 | 7月15日  | GOOD NIGHT AWESOME                                                       | IDOLiSH7                                                         |
| 53 | 7月22日  | やわらかくて きもちいい風                                                | 原田郁子                                                         |
| 54 | 7月29日  | Shibuya Marble Texture -PCCS-                                            | Fling Posse                                                      |
| 56 | 8月12日  | 瞳そらさないで                                                           | DEEN                                                             |
| 57 | 8月19日  | 月曜日                                                                   | amazarashi                                                       |
| 58 | 8月26日  | Anthem-                                                                  | Division All Stars                                               |
| 59 | 9月2日   | ソラニン                                                                 | ASIAN KUNG-FU GENERATION                                         |
| 60 | 9月9日   | 星屑のセレナーデ                                                         | 森山直太朗                                                       |
| 61 | 9月16日  | 言って。                                                                 | ヨルシカ                                                         |
| 62 | 9月23日  | 蒼の世界                                                                 | レミオロメン                                                     |
| 63 | 9月30日  | パブリック                                                               | Mrs. GREEN APPLE                                                 |
| 64 | 10月7日  | 茜色の約束                                                               | いきものがかり                                                   |
| 65 | 10月14日 | レインソング                                                             | 辻詩音                                                           |
| 66 | 10月21日 | VAZZY                                                                    | VAZZY                                                            |
| 67 | 10月28日 | 真赤                                                                     | My Hair is Bad                                                   |
| 68 | 11月4日  | ワタリドリ                                                               | [Alexandros]                                                     |
| 69 | 11月11日 | 30                                                                       | LOST IN TIME                                                     |
| 70 | 11月18日 | 100,000hp                                                                | シュノーケル                                                     |
| 71 | 11月25日 | プルケリマ                                                               | LUNKHEAD                                                         |
| 72 | 12月2日  | 晴ときどき曇                                                             | スキマスイッチ                                                   |
| 73 | 12月9日  | 決別宣言                                                                 | 3B LAB.☆S                                                        |
| 74 | 12月16日 | All My Love To You                                                       | DA PUMP                                                          |
| 75 | 12月23日 | 脳裏上のクラッカー                                                       | ずっと真夜中でいいのに。                                         |
| 76 | 12月30日 | ホームシック                                                             | HOME MADE 家族                                                   |

### 2019年
| 回  | 放送日   | 曲名                                         | 歌手                                                                         |
| --- | -------- | -------------------------------------------- | ---------------------------------------------------------------------------- |
| 77  | 1月6日   | シュプレヒコール                             | RADWIMPS                                                                     |
| 78  | 1月13日  | Snowman                                      | COOLON                                                                       |
| 79  | 1月20日  | MONSTER WORLD                                | HOWL BE QUIET                                                                |
| 80  | 1月27日  | 告白                                         | アンジェラ・アキ                                                             |
| 81  | 2月3日   | 道標                                         | 寺島惇太                                                                     |
| 82  | 2月10日  | MANKAI☆開花宣言                              | A3ders!                                                                      |
| 83  | 2月17日  | 小ボケにマジレスするボーイ&ガ ール           | ヤバイTシャツ屋さん                                                          |
| 84  | 2月24日  | 10 YEARS AFTER                               | 米倉千尋                                                                     |
| 85  | 3月3日   | ペンギン                                     | KANA-BOON                                                                    |
| 86  | 3月10日  | 酩酊                                         | 佐々木李子                                                                   |
| 87  | 3月17日  | わたしはわたしのためのわたしで ありたい      | ヒグチアイ                                                                   |
| 88  | 3月24日  | MEN OF DESTINY                               | MIQ                                                                          |
| 89  | 3月31日  | ギー太に首ったけ                             | 平沢唯（豊崎愛生）                                                           |
| 90  | 4月7日   | re-Play!                                     | 寺島惇太                                                                     |
| 91  | 4月14日  | Someday                                      | 寺島惇太                                                                     |
| 94  | 5月5日   | Stella                                       | Fling Posse                                                                  |
| 95  | 5月12日  | 三月がずっと続けばいい                       | 三月のパンタシア                                                             |
| 96  | 5月19日  | DREAM JOURNEY                                | DRAMATIC STARS、Jupiter、Beit、High×Joker、Café Parade、もふもふえん、F-LAGS |
| 97  | 5月26日  | Ø choir                                      | UVERworld                                                                    |
| 98  | 6月2日   | You'll Never Walk Alone                      | Gerry and the Pacemakers                                                     |
| 99  | 6月9日   | ネタンデルタール人                           | back number                                                                  |
| 100 | 6月16日  | Breeze of Dreams                             | mmm                                                                          |
| 102 | 6月30日  | 秘密                                         | ドラマストア                                                                 |
| 103 | 7月7日   | Viva! Fantastic Life!!!!!!!                  | IDOLiSH7                                                                     |
| 104 | 7月14日  | ロングホープ・フィリア                       | 菅田将暉                                                                     |
| 105 | 7月21日  | The Three Musketeers Mic Relay               | サイプレス上野とロベルト吉野×月蝕會議×The Dirty Dawg                         |
| 106 | 7月28日  | エバーグリーン                               | サイダーガール                                                               |
| 107 | 8月4日   | ドラマチック                                 | Base Ball Bear                                                               |
| 108 | 8月11日  | Sunflower                                    | 堀江由衣                                                                     |
| 109 | 8月18日  | SUMMER FREAK                                 | FLOW                                                                         |
| 110 | 8月25日  | ベテルギウスの灯                             | the HIATUS                                                                   |
| 111 | 9月1日   | リトルグッバイ                               | ROCKY CHACK                                                                  |
| 112 | 9月8日   | だから僕は音楽を辞めた                       | ヨルシカ                                                                     |
| 113 | 9月15日  | Hoodstar                                     | Division All Stars                                                           |
| 114 | 9月22日  | ボーリング                                   | 高橋優                                                                       |
| 115 | 9月29日  | VOICES                                       | 新居昭乃                                                                     |
| 116 | 10月6日  | スイミー                                     | Every Little Thing                                                           |
| 117 | 10月13日 | ボウズにヒゲ                                 | SHO                                                                          |
| 118 | 10月20日 | 名もなき花                                   | 寺島惇太                                                                     |
| 119 | 10月27日 | 白日                                         | King Gnu                                                                     |
| 120 | 11月3日  | ふざけんな世界、ふざけろよ                   | 黒木渚                                                                       |
| 121 | 11月10日 | Shifting                                     | Hemenway                                                                     |
| 122 | 11月17日 | 廊下を走るな                                 | 日食なつこ                                                                   |
| 123 | 11月24日 | 月迷風影                                     | 有坂美香                                                                     |
| 124 | 12月1日  | カラフル                                     | ClariS                                                                       |
| 125 | 12月8日  | Spring has come!                             | 春組                                                                         |
| 126 | 12月15日 | Winter Eyes                                  | エーデルローズ新入生                                                         |
| 127 | 12月22日 | クリスマス・ラブ（涙のあとには白い雪が降る） | サザンオールスターズ                                                         |

### 2020年
| 回  | 放送日   | 曲名                                      | 歌手                                |
| --- | -------- | ----------------------------------------- | ----------------------------------- |
| 130 | 1月12日  | 深夜2時とハイボール                       | なきごと                            |
| 131 | 1月19日  | Happy New Year                            | ABBA                                |
| 132 | 1月26日  | それでも明日はやってくる                  | 鈴木結女                            |
| 133 | 2月2日   | Home                                      | 春組                                |
| 134 | 2月9日   | 君に逢いたくなったら…                     | ZARD                                |
| 135 | 2月16日  | Mr.AFFECTiON                              | IDOLiSH7                            |
| 137 | 3月1日   | 灯り                                      | ストレイテナー×秦基博               |
| 138 | 3月8日   | ジャーニー                                | Mr.ふぉるて                         |
| 139 | 3月15日  | MY FRIENDS                                | Fire Bomber featuring MYLENE JENIUS |
| 140 | 3月22日  | 101分の1の本音                            | Half time Old                       |
| 141 | 3月29日  | ヒプノシスマイク -Alternative Rap Battle- | Division All Stars                  |
| 142 | 4月5日   | Hoppy Girl                                | JUNTAA（寺島惇太）                  |
| 143 | 4月12日  | フレンズ                                  | wacci                               |
| 144 | 4月19日  | 嬉しい涙                                  | SUPER BEAVER                        |
| 145 | 4月26日  | Anchor                                    | 三浦大知                            |
| 146 | 5月3日   | ぼくらはつながってるんだな                | 清竜人                              |
| 147 | 5月10日  | ガイシューツはやめろ                      | SHO                                 |
| 148 | 5月17日  | Birthday                                  | Mr.Children                         |
| 149 | 5月24日  | HEKIREKI                                  | LAST ALLIANCE                       |
| 150 | 5月31日  | 週刊少年ジャンプ                          | RADWIMPS                            |
| 151 | 6月7日   | ピュアなソルジャー                        | Shiggy Jr.                          |
| 152 | 6月14日  | 悲しくなることばかりだ                    | 見田村千晴                          |
| 153 | 6月21日  | 雨のち虹色                                | ザ・ルーズドッグス feat.大黒摩季    |
| 154 | 6月28日  | ユースレスマシン                          | ハンブレッダーズ                    |
| 155 | 7月5日   | 見えない星                                | 中島美嘉                            |
| 156 | 7月12日  | 可愛い子にはトゲがある?                   | ドラマストア                        |
| 158 | 7月26日  | STAND ALONE                               | BOYS END SWING GIRL                 |
| 159 | 8月2日   | 八月の夜                                  | Silent Siren                        |
| 161 | 8月16日  | COLORS                                    | FLOW                                |
| 163 | 8月30日  | いい日になりそう                          | ヤユヨ                              |
| 164 | 9月6日   | DiSCOVER THE FUTURE                       | IDOLiSH7                            |
| 165 | 9月13日  | 青春と一瞬 （Strings ver）                | マカロニえんぴつ                    |
| 167 | 9月27日  | ヤングアダルト                            | マカロニえんぴつ                    |
| 168 | 10月4日  | かつて天才だった俺たちへ                  | Creepy Nuts                         |
| 169 | 10月11日 | AM11:00                                   | HY                                  |
| 170 | 10月18日 | トーチソング                              | ズーカラデル                        |
| 171 | 10月25日 | カルマ                                    | BUMP OF CHICKEN                     |
| 172 | 11月1日  | 伝説のサーフプリンス                      | 波乗りボーイズ                      |
| 173 | 11月8日  | 巣立ち                                    | 鴉                                  |
| 175 | 11月22日 | コドモノママデ                            | mihoro*                             |
| 176 | 11月29日 | Warmth                                    | VAZZY                               |
| 177 | 12月6日  | where are you                             | 川島明                              |
| 178 | 12月13日 | ヒプノシスマイク -Rhyme Anima-            | Division All Stars                  |
| 179 | 12月20日 | 最愛                                      | 福山雅治                            |
| 180 | 12月27日 | TO MY DEAREST                             | Re:vale                             |

### 2021年
| 回  | 放送日  | 曲名                                    | 歌手                                                                                         |
| --- | ------- | --------------------------------------- | -------------------------------------------------------------------------------------------- |
| 181 | 1月3日  | 自慢になりたい                          | SUPER BEAVER                                                                                 |
| 182 | 1月10日 | いつか空に届いて                        | 椎名恵                                                                                       |
| 182 | 1月10日 | Winter,again                            | GLAY                                                                                         |
| 182 | 1月10日 | 白い恋人達                              | 桑田佳祐                                                                                     |
| 183 | 1月17日 | Snow halation                           | μ's                                                                                          |
| 183 | 1月17日 | ホワイトランド                          | tacica                                                                                       |
| 183 | 1月17日 | 粉雪                                    | ASIAN KUNG-FU GENERATION                                                                     |
| 184 | 1月24日 | and FOREVER…                            | ROBBIE DANZIE with 高尾直樹                                                                  |
| 185 | 1月31日 | 悪女                                    | 中島みゆき                                                                                   |
| 187 | 2月14日 | Letter                                  | SHE'S                                                                                        |
| 188 | 2月21日 | Survival of the Illest                  | Division All Stars                                                                           |
| 189 | 2月28日 | Flare                                   | BUMP OF CHICKEN                                                                              |
| 191 | 3月14日 | 触れたい 確かめたい（feat．塩塚モエカ） | ASIAN KUNG-FU GENERATION                                                                     |
| 192 | 3月21日 | Flower of life                          | Lancelot                                                                                     |
| 193 | 3月28日 | One Last Kiss                           | 宇多田ヒカル                                                                                 |
| 194 | 4月4日  | Brand New Day                           | HOME MADE 家族                                                                               |
| 195 | 4月11日 | 雀ノ欠伸                                | Saucy Dog                                                                                    |
| 196 | 4月18日 | Black Journey                           | Fling Posse                                                                                  |
| 197 | 4月25日 | VOYAGER〜日付のない墓標                 | 松任谷由実                                                                                   |
| 198 | 5月2日  | No.6                                    | 伊藤美来                                                                                     |
| 199 | 5月9日  | 世界の秘密                              | Vaundy                                                                                       |
| 200 | 5月16日 | ヒプノシスマイク -Glory or Dust-        | Division All Stars                                                                           |
| 201 | 5月22日 | 恋唄～春夏秋冬～                        | 3B LAB.☆S                                                                                    |
| 202 | 5月29日 | Home Sweet Home                         | キサラギ=アリス(CV:富田美憂)/スノウ(CV:菊池紗矢香)/ロゼ(CV:村上奈津美)/グリム(CV:高橋ミナミ) |